# Ла-Хоянка
Ла-Хоянка (ісп. La Joyanca) — руїни міста цивілізації мая у північно-західному Петені (Гватемала).

## Історія
Старовинна назва міста невідома. Як невелике поселення було засновано близько 200 року до н. е. Того часу знаходилося у сфері впливу Ель-Мірадора. На початку класичного періоду поселення перетворилось на місто, сформувалася власна держава Хіш-Віц. Засновником династії ахавів цього царства вважається натепер Чан-Ак («Небесна Черепаха» або «Змія-Черепаха»), що почав володарювати з 486 року (він є єдиним на сьогодні відомим правителем міста) У цей період визнавало зверхність Мутульського царства. Водночас Ла-Хоянка було важливим ритуальним та економічним центром держави. Тут мешкали представники знаті, щодо столичного статусу у вчених існують сумніви.
Після поразок Мутульського царства у 646 році місто потрапило в залежність від Південного Мутульського царства. Після падіння у 761 році столиці останнього, вступило у суперництво за владу у Петешбатуні, насамперед проти Па'чанського царства. Нове піднесення міста (разом з посиленням держави) тривало з кінця VIII до середини IX століття. Вважається, що в цей час сюди було перенесено столицю Хіш-Віца (за іншою версією в цей час було другою столицею після Ель-Пахараля або Сапоте-Бобаля).
На початку X ст. відбувся частковий занепад міста. У 950-х було нетривале відродження міста і держави, відновлені палаци, храми та оселі. Сюди переселилися ахави, за іншою версією відновився статус другої столиці. Втім вже до 1000 року Ла-Хоянка була залишена.

## Опис
Розташовано на південь від річки Сан-Педро-Мартир, на схід від руїн міста Наранхо. Досить близько знаходяться руїни городищ Сапоте-Бобаля та Ель-Пахараль.
Загальна площа становить 3,6 км2. Виявлено понад 400 будівель. При цьому відсутній майданчик для гри у м'яч.
Ритуально-адміністративний центр складається з головної площі та 2 пірамід з храмами заввишки 10 і 12 м (Будови 6E і 6E-12). Храми мають 3 кімнати з кам'яним склепінням. Будова 6E-13 має від 7 до 9 суміжних кімнат на платформі 6 м заввишки і 56 м завдовжки.
На відстані від адміністративного центру розташувалися оселі царських родин та знаті. Це так звана група Гуакамая, де більшість палаців має кам'янисте склепіння. Наприкінці класичного періоду палаци в групі Гуакамая, цю область повторно зайнято у 900—1000 роках. Мешканці міста, що були менш знатного походження, селилися в житлах «Групи Гавілан». Він складається з 2 невеличких курганів.
Фігура божества сонця зі стукко була виявлена у вхідному коридорі напроти дверей храму Будови 6E-12. Найважливішою є стела 1, на якій знайдено ім'я ахава Чан-Ака.

## Дослідження
Було відкрито у 1994 році під час підготовки до будівництва трубопроводу Шан-Ла-Лібертад. Того ж року впроваджено спеціальний археологічний проект з дослідження цієї археологічної пам'ятки. Його очолили вчені Шарлотта Арнольд, Ерік Пончіано та Вероніка Бройль, які проводили розкопки у 1998—2003 роках. Саме тут у 2001 році Д. Стюарт виявив «емблемний ієрогліф» царства Хіш-Віц.